# Sol martien
Pour les articles homonymes, voir Sol.

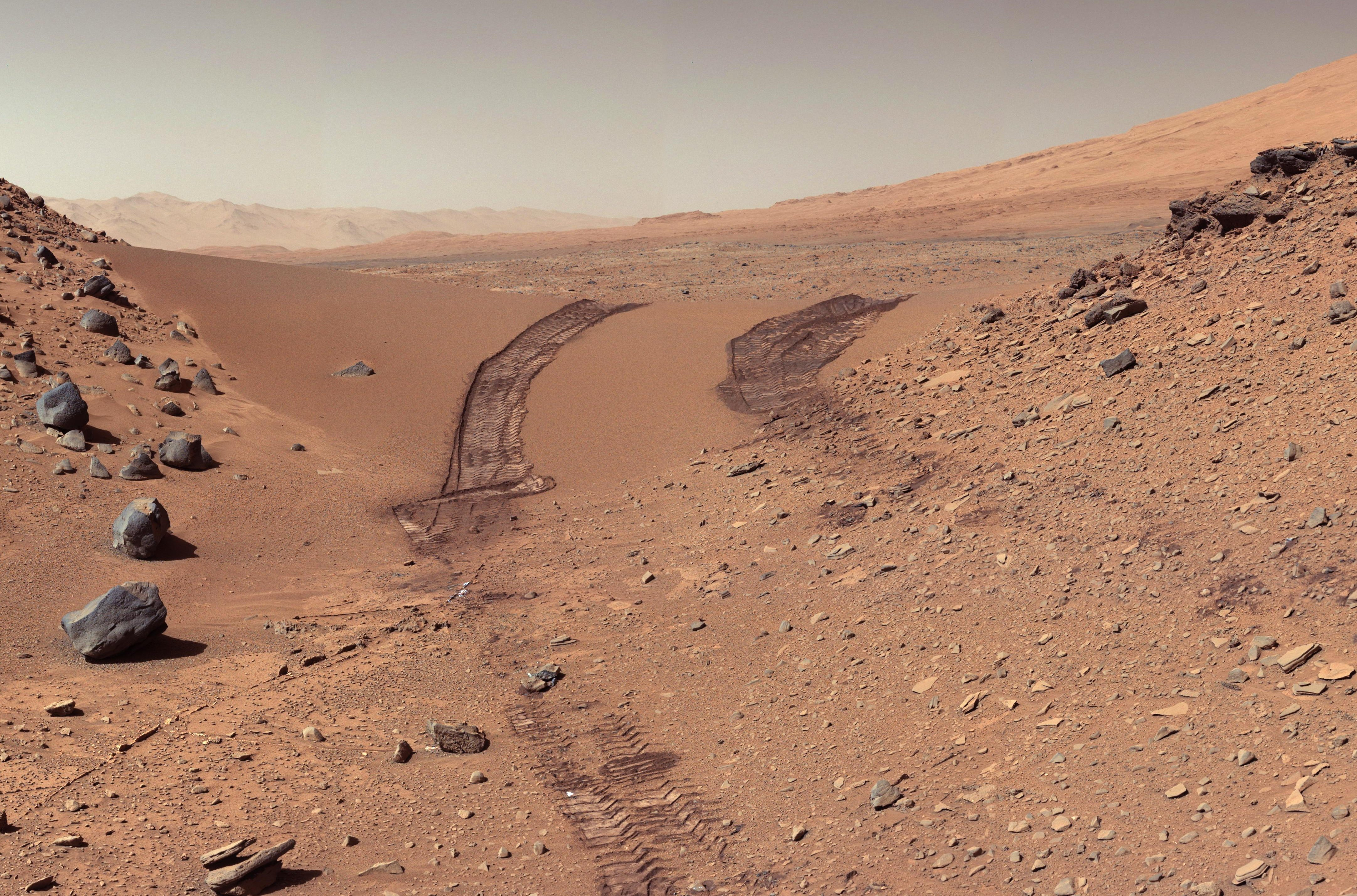
Vue du sol martien et de rochers depuis Curiosity après que l'astromobile ait franchi "Dingo Gap" (9 février 2014).

Le sol martien est la fine couche de régolithe (partie du sol recouvrant la roche mère) trouvée à la surface de Mars. Ses propriétés diffèrent significativement du sol terrestre. Sur Terre, le terme "sol" renvoie généralement à la présence de matière organique. Les planétologues utilisent une définition fonctionnelle du sol pour le distinguer des roches. Les roches font, de manière générale, référence aux éléments de 10 cm d'échelle et plus (par exemple des fragments, de la brèche et des affleurements). Par conséquent, ‘‘sol’’ fait référence à toutes les particules plus petites, généralement non consolidées, incluant celles suffisamment fines pour être soulevées par le vent.

## Observations

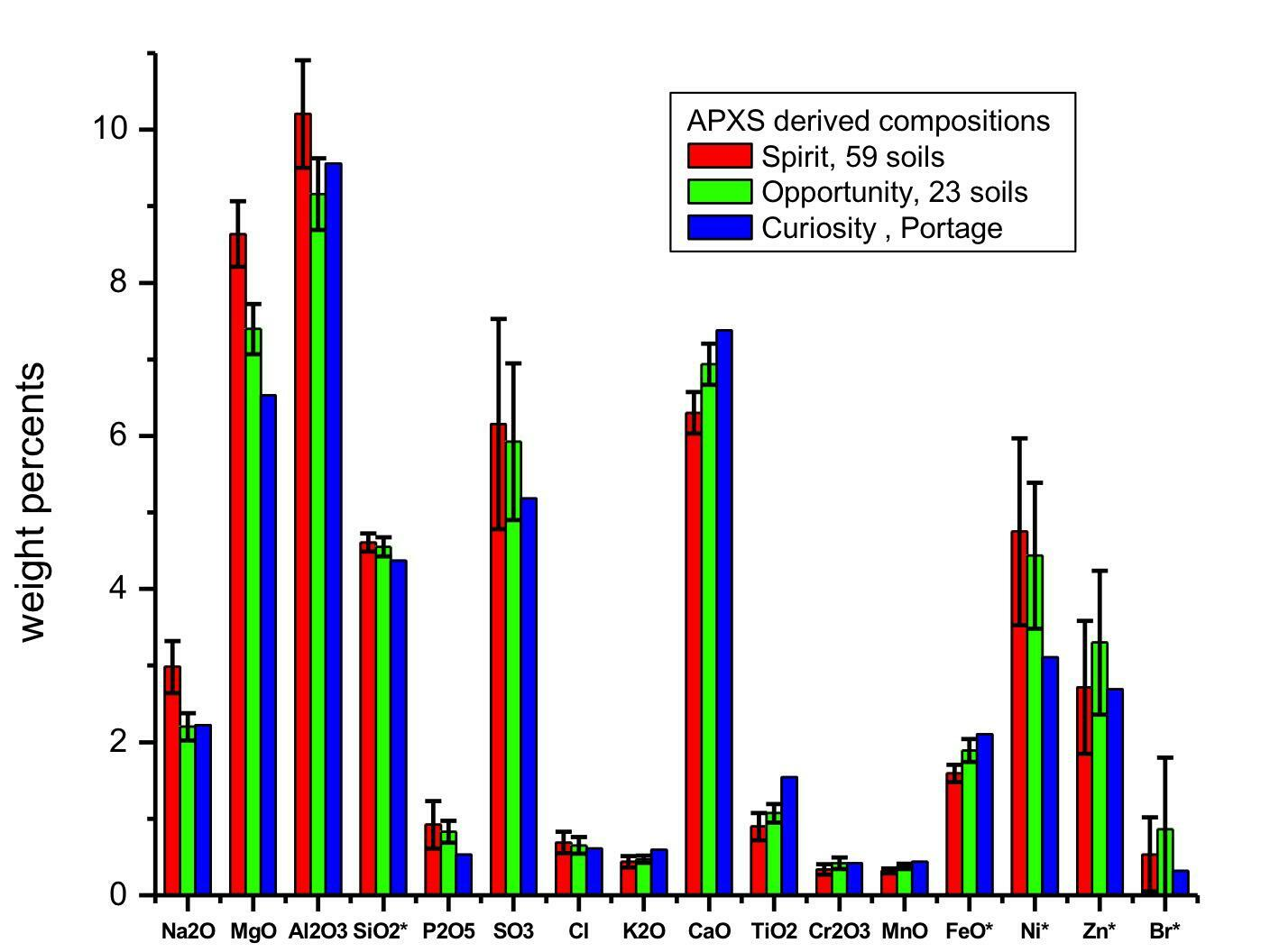
Comparaison d'échantillons de sol martien obtenus par Curiosity, Opportunity et Spirit,.

Mars est couverte par de vastes étendues de sable et de poussière et sa surface est jonchée de roches et de blocs. La poussière est parfois soulevée dans de grandes tempêtes de poussières. La poussière martienne est très fine et reste suspendue suffisamment longtemps dans l'atmosphère pour donner au ciel une teinte rougeâtre. Cette teinte est liée aux oxydes de fer dont une partie est supposée s'être formée il y a quelques milliards d'années quand le climat de Mars était chaud et humide. Le climat de la planète étant maintenant froid et sec, l'oxydation du sol pourrait se poursuivre via la formation de l'ion superoxyde qui se forme sur des surfaces exposées au rayonnement ultraviolet.
La quantité d'eau dans le régolithe martien varie entre 2 et plus de 60% de la masse du régolithe,.